# تشارلز إتش. آدامز
تشارلز إتش. آدامز هو محامي وسياسي أمريكي، ولد في 10 أبريل 1824 في كوكساكي في الولايات المتحدة، وتوفي في 15 ديسمبر 1902 في مانهاتن في الولايات المتحدة. نشط حزبياً في الحزب الديمقراطي والحزب الجمهوري. وقد انتخب عضو جمعية ولاية نيويورك ‏ وانتخب عضو مجلس ولاية نيويورك ‏ وانتخب عضو مجلس النواب الأمريكي ‏.